# Antonín Zápotocký
Antonín Zápotocký (ur. 19 grudnia 1884 w Zákolanach, zm. 13 listopada 1957 w Pradze) – czeski polityk, czechosłowacki działacz komunistyczny, premier Czechosłowacji w latach 1948–1953, od 1953 do śmierci prezydent kraju.

## Życiorys
Jego rodzicami byli Barbora Dolejšová i Ladislav Zápotocký. Początkowo działał w partii socjaldemokratycznej, a w 1921 był współzałożycielem KPCz. W latach 1925–1938 był członkiem Biura Politycznego KC KPCz. Działacz Kominternu i Czerwonej Międzynarodówki Związków Zawodowych. W latach 1939–1945 był więziony przez hitlerowców. Od 1945 był przewodniczącym Centralnej Rady Związków Zawodowych. Długoletnią działalność partyjną zwieńczył objęciem w 1948 roku teki premiera Czechosłowacji, którą po śmierci Klementa Gottwalda zamienił na fotel prezydencki, stanowisko szefa rządu obsadzając zaufanym sobie Viliamem Širokim. Rządził twardą ręką według wzorców stalinowskich.
Po jego śmierci po stanowisko prezydenckie sięgnął sekretarz generalny partii komunistycznej, Antonín Novotný, który skupił oba urzędy w swoich rękach.